# 嘉義市第三信用合作社
嘉義市第三信用合作社（簡稱嘉義三信）是臺灣嘉義市的一家信用合作社，也是嘉嘉雲地區僅存的信用合作社，總社暨營業部位於嘉義市西區，為文化路夜市的地標之一，分社則開設於嘉義市及中埔後庄地區。前身為嘉義市復興建築信用購買販賣利用組合，自日治時期1941年創立於嘉義市役所，今日轉變為服務嘉義地區一般民眾。

## 歷史
嘉義市第三信用合作社前身為嘉義市復興建築信用購買販賣利用組合，因戰爭導致的建築物毀損，致使時任日本人市長創立本社並擔任首任組合長。在雲林北港信用合作社於1997年9月30日併入華僑商業銀行、雲林斗六信用合作社於2003年7月28日併入復華商業銀行（今元大商業銀行）、嘉義市第二信用合作社於2001年9月1日併入誠泰商業銀行（今新光商業銀行）、嘉義市第一信用合作社於2005年3月7日併入板信商業銀行、嘉義市第四信用合作社於2012年11月3日併入玉山商業銀行後，體質最為良好的嘉義市第三信用合作社便成為嘉嘉雲地區唯一的信用合作社。其中嘉義三信原本只在嘉義市設有分社，後於2011年8月8日將國華分社遷移至嘉義縣中埔鄉新設中埔分社，為嘉義三信在嘉義縣的第一間分社。

## 服務據點
| 地區   | 行政區 | 分社       | 地址            | 聯絡電話    | 備註                        |
| ------ | ------ | ---------- | --------------- | ----------- | --------------------------- |
| 嘉義市 | 西區   | 總社營業部 | 文化路85號      | (05)2223845 | 有ATM                       |
| 嘉義市 | 西區   | 新榮分社   | 新榮路195號     | (05)2222125 | 有ATM                       |
| 嘉義市 | 西區   | 北興分社   | 民生北路310號   | (05)2222494 | 有ATM                       |
| 嘉義市 | 西區   | 興嘉分社   | 新民路706號     | (05)2855504 | 有ATM                       |
| 嘉義市 | 西區   | 民生分社   | 民生南路387號   | (05)2841090 | 有ATM                       |
| 嘉義市 | 西區   | 新興分社   | 友愛路210號     | (05)2333160 | 有ATM                       |
| 嘉義市 | 東區   | 新南分社   | 興業東路311號   | (05)2289670 | 有ATM                       |
| 嘉義市 | 東區   | 美源分社   | 林森東路396號   | (05)2754906 | 有ATM                       |
| 嘉義市 | 東區   | 新生分社   | 新生路673號     | (05)2773419 | 有ATM                       |
| 嘉義市 | 東區   | 忠孝分社   | 公明路300號     | (05)2275105 | 有ATM                       |
| 嘉義縣 | 中埔鄉 | 中埔分社   | 中山路五段953號 | (05)2396651 | 有ATM，由原國華分社遷移設立 |

## 圖片輯

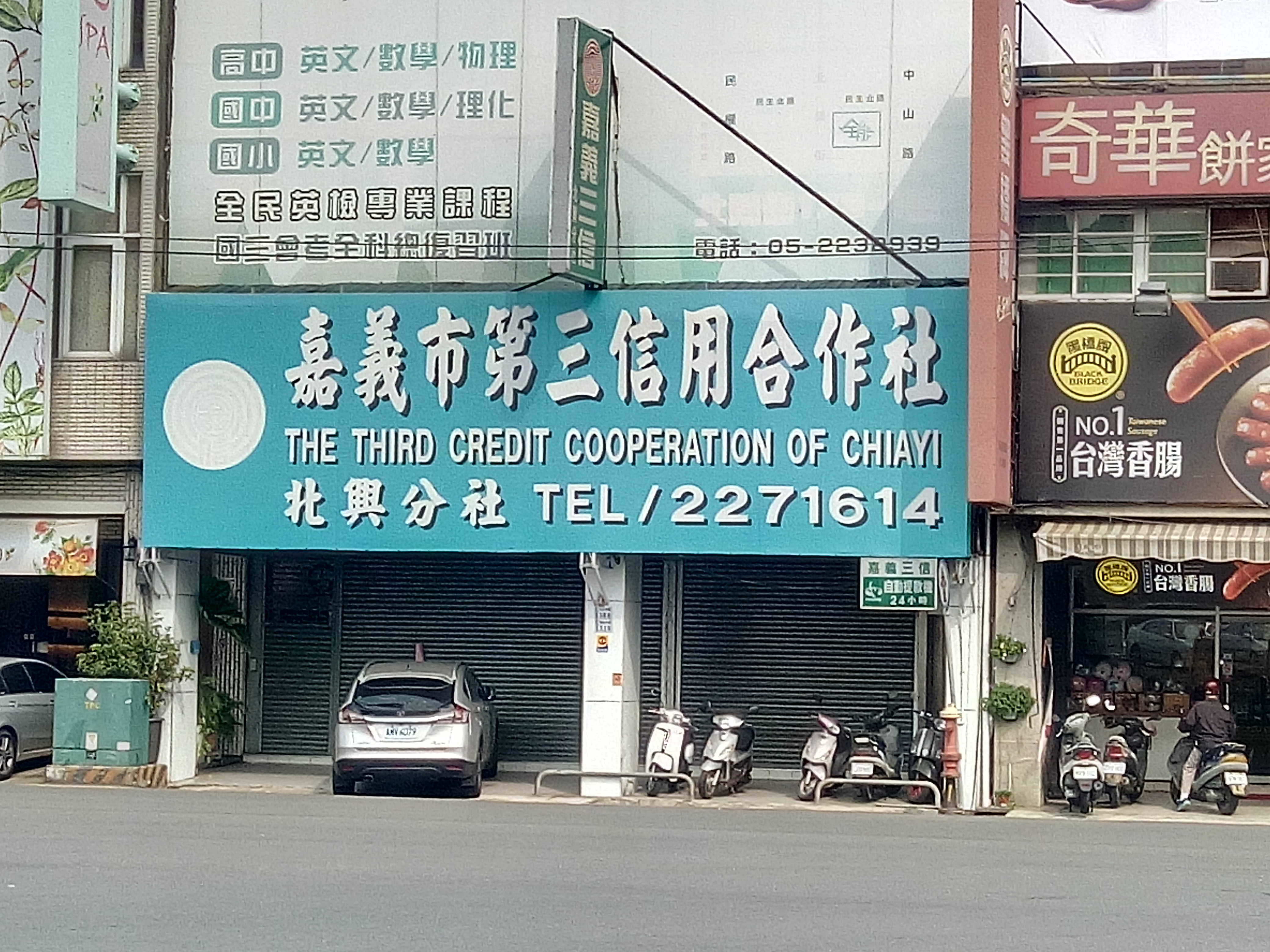
嘉義市第三信用合作社北興分社
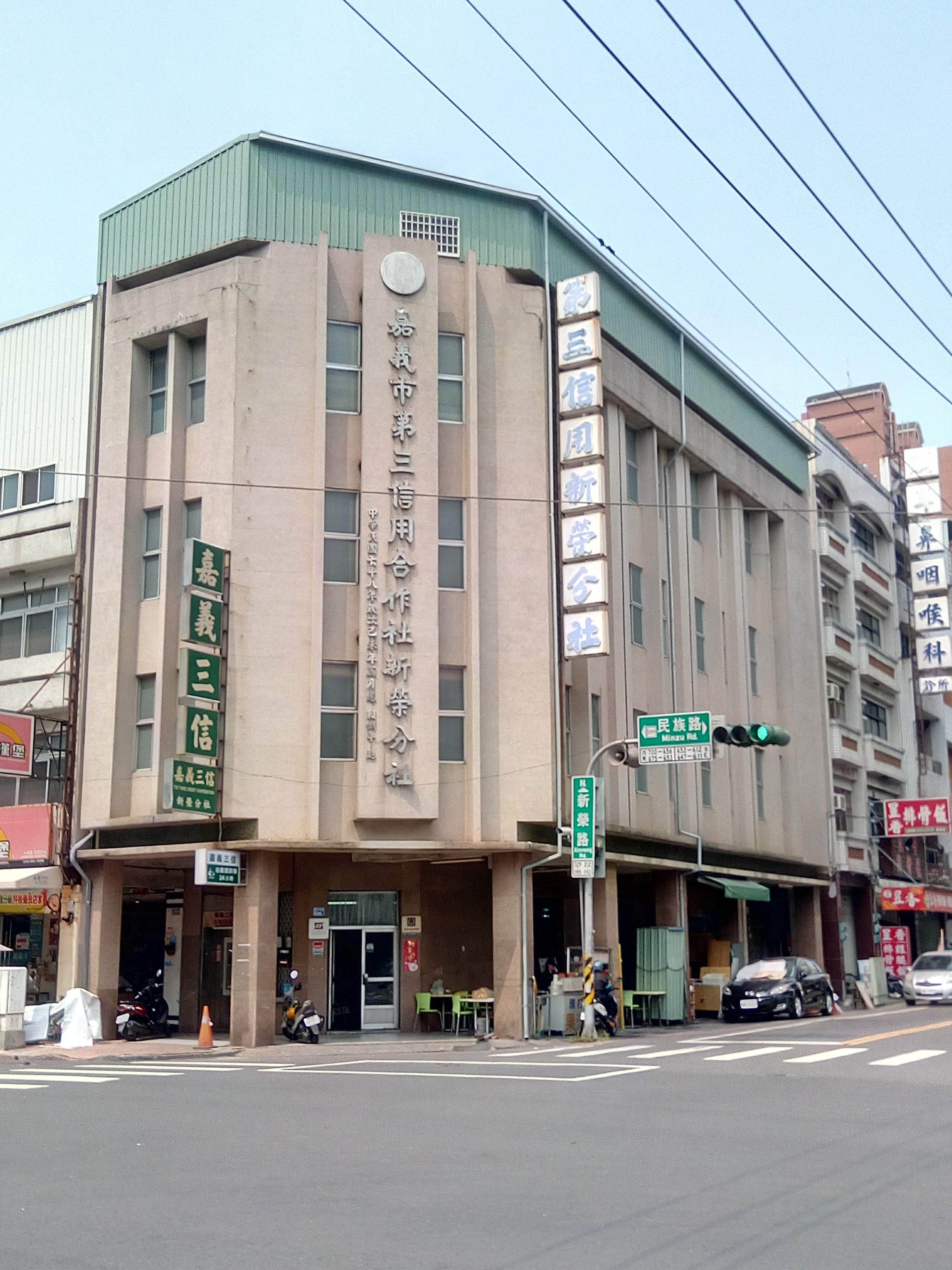
嘉義市第三信用合作社新榮分社

## 公車資訊
嘉義公車捷運
| 路線            | 業者     | 行先                 | 停靠站   |
| --------------- | -------- | -------------------- | -------- |
| 7211公園朴子線  | 嘉義客運 | 嘉義公園－朴子轉運站 | 文化路口 |
| 7212A公園高鐵線 | 嘉義客運 | 嘉義公園－高鐵嘉義站 | 文化路口 |

嘉義市公車
| 路線                | 業者     | 行先                                 | 停靠站   |
| ------------------- | -------- | ------------------------------------ | -------- |
| 中山幹線 （綠線）   | 國光客運 | 大富路－嘉義大學蘭潭校區             | 中央噴水 |
| 中山幹線A （綠A線） | 國光客運 | 二二八國家紀念公園－嘉義大學蘭潭校區 | 中央噴水 |
| 光林我嘉線 （黃線） | 國光客運 | 嘉義榮民醫院－嘉義大學蘭潭校區       | 文化路口 |
| 樂活1路 （紫線）    | 捷乘交通 | 林森盧義路口－紅瓦里(1)全家超商      | 中央廣場 |
| 樂活1-1路 （紫A線） | 捷乘交通 | 東洋新村－紅瓦里(1)全家超商          | 中央廣場 |
| 樂活2路 （棕線）    | 捷乘交通 | 竹村里活動中心－五港宮               | 中央廣場 |
| 趣淘3路 （藍線）    | 捷乘交通 | 東洋新村－奉天宮                     | 文化公園 |

## 外部連結
- （繁體中文） 嘉義市第三信用合作社（页面存档备份，存于）